# Nina Reichenbach
Nina Reichenbach   (3 de febrer de 1999) és una esportista alemanya que competeix en ciclisme en la modalitat de bicitrial. Va guanyar tretze medalles al Campionat del món de ciclisme de muntanya entre els anys 2014 i 2023, i sis medalles al Campionat d'Europa de ciclisme de muntanya entre els anys 2014 i 2023.
| Campionat del món  | Campionat del món   | Campionat del món | Campionat del món |
| Any                | Seu                 | Medalla           | Competició        |
| ------------------ | ------------------- | ----------------- | ----------------- |
| 2014               | Hafjell/Lillehammer | 2                 | Trials 20″/26″    |
| 2015               | Vallnord            | 3                 | Trials 20″/26″    |
| 2016               | Val di Sole         | 1                 | Trials 20″/26″    |
| 2017               | Chengdu             | 1                 | Trials 20″/26″    |
| 2017               | Chengdu             | 2                 | Equip mixt        |
| 2018               | Chengdu             | 1                 | Trials 20″/26″    |
| 2018               | Chengdu             | 2                 | Equip mixt        |
| 2019               | Chengdu             | 1                 | Trials 20″/26″    |
| 2021               | Vic                 | 2                 | Trials 20″/26″    |
| 2021               | Vic                 | 3                 | Equip mixt        |
| 2022               | Abu Dhabi           | 1                 | Trials 20″/26″    |
| 2022               | Abu Dhabi           | 3                 | Equip mixt        |
| 2023               | Glasgow             | 1                 | Trials 20″/26″    |
| Campionat d'Europa |                     |                   |                   |
| Any                | Seu                 | Medalla           | Competició        |
| 2014               | Wałbrzych           | 3                 | Trials 20″/26″    |
| 2015               | Chies d'Alpago      | 2                 | Trials 20″/26″    |
| 2016               | Lo Puèi de Velai    | 2                 | Trials 20″/26″    |
| 2018               | Moudon              | 1                 | Trials 20″/26″    |
| 2019               | Lucca               | 1                 | Trials 20″/26″    |
| 2023               | Poprad              | 3                 | Trials 20″/26″    |